# Boophis brachychir
Espèce
Synonymes
- Rhacophorus brachychir Boettger, 1882

Statut de conservation UICN

 VU B1ab(iii) : Vulnérable
Boophis brachychir est une espèce d'amphibiens de la famille des Mantellidae.

## Répartition
Cette espèce est endémique de Madagascar. Elle se rencontre jusqu'à 1 600 m d'altitude dans la moitié Nord de l'île, :
- dans la réserve spéciale de Manongarivo ;
- dans le parc national de la Montagne d'Ambre ;
- dans les environs d'Antsiranana ;
- sur l'île de Nosy Be.

## Publication originale
- Boettger, 1882 : Diagnoses reptilium et batrachiorum novorum insulae Nossi Bé Madagascariensis. Zoologischer Anzeiger, vol. 5, p. 478-480 (texte intégral).